# Moritz Ludwig George Wichmann
Pour les articles homonymes, voir Wichmann.
Moritz Ludwig George Wichmann (1821 - 1859) est un astronome allemand, ayant particulièrement observé les planètes mineures. Étudiant de Friedrich Bessel, il a fait des observations avec le célèbre héliomètre Königsberg. En 1853, il publie une détermination de la parallaxe de Groombridge 1830.
L'astéroïde (7103) Wichmann et le cratère lunaire Wichmann (en) ont été nommés en son honneur.

## Travaux
- Proprietates maxime insignes pentagoni sphaerici cujus singulae quinque diagonales quadranti aequales ejusque projectionum in planum tum centralis tum stereographicae. Göttingen, Philosophische Preisschrift vom 4. Juni 1843 (Digitalisat)
- De Parallaxi stellae argelandriae (1830 Groombridge). Dissertation. Dalkowski, Königsberg 1847
- Erster Versuch zur Bestimmung der physischen Libration des Mondes aus Beobachtungen mit dem Heliometer. Altona 1847/48
- Ueber die Entdeckung der neueren Planeten. Königsberg 1847